# Archiconchoecia
Archiconchoecia is een geslacht van kreeftachtigen uit de klasse van de Ostracoda (mosselkreeftjes).

## Soorten
- Archiconchoecia apertesulcata Chavtur & Stovbun, 2003
- Archiconchoecia bifurcata Deevey, 1978
- Archiconchoecia bimucronata Deevey, 1978
- Archiconchoecia bispicula Deevey, 1978
- Archiconchoecia chavturi Kornicker & Harrison-Nelson, 2005
- Archiconchoecia cucullata (Brady, 1902)
- Archiconchoecia cuneata G.W. Müller, 1908
- Archiconchoecia fabiformis Deevey, 1978
- Archiconchoecia falcata Deevey, 1978
- Archiconchoecia gastrodes Deevey, 1978
- Archiconchoecia instriata Chavtur & Stovbun, 2003
- Archiconchoecia longiseta Deevey, 1978
- Archiconchoecia pilosa Deevey, 1978
- Archiconchoecia propinqua Chavtur & Stovbun, 2003
- Archiconchoecia striata G.W. Müller, 1894
- Archiconchoecia ventricosa G.W. Müller, 1906
- Archiconchoecia versicula Deevey, 1978